# Enthymius
Enthymius is een geslacht van kevers uit de familie van de boktorren (Cerambycidae). De wetenschappelijke naam van het geslacht werd in 1878 gepubliceerd door Charles Owen Waterhouse.

## Soorten
- Enthymius dubius Waterhouse, 1878
- Enthymius farinosus (Fairmaire, 1902)
- Enthymius pachydermus (Fairmaire, 1893)